# Ducat de Los Castillejos

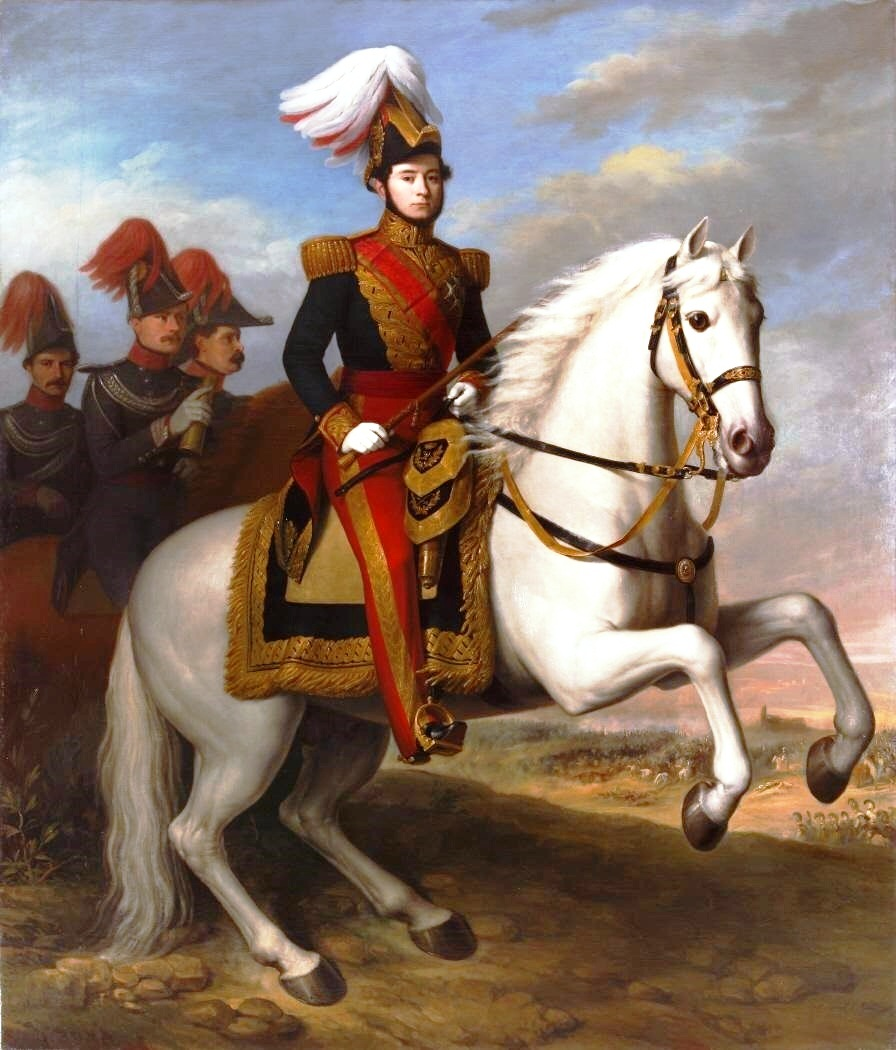
Joan Prim i Prats, Capità General dels Exèrcits, I marquès de Los Castillejos, I comte de Reus, I vescomte de Bruch, pare de Juan Prim i Agüero, I duc de los Castillejos.

El Ducat de Los Castillejos és un títol nobiliari espanyol creat el 19 de febrer de 1871 pel rei Amadeu I d'Espanya a favor de Joan Prim i Agüero II marquès de Los Castillejos, per elevació del Marquesat a Ducat.
Juan Prim i Agüero, era fill de Joan Prim i Prats, I marquès de Los Castillejos, I comte de Reus, I vescomte de Bruch i de Francisca Agüero i González, I duquessa de Prim, II comtessa d'Agüero.
La seva denominació fa referència a la batalla de Castillejos que es va lliurar l'1 de gener de 1860, durant la guerra amb el Marroc, en represàlia pels atacs dels marroquins contra Ceuta i Melilla, i que va donar lloc a atorgar el marquesat de Castillejos a Joan Prim i Prats.

## Ducs dels Castillejos
|                      | Titular                         | Periodo              |
| Creació per Amadeu I | Creació per Amadeu I            | Creació per Amadeu I |
| -------------------- | ------------------------------- | -------------------- |
| I                    | Juan Prim y Agüero              | 1871-1930            |
| II                   | Carles Muntadas i Salvadó Prim  | 1935-1943            |
| III                  | Lluís Muntadas i Salvadó Prim   | 1943-1953            |
| IV                   | Carlos Muntadas-Prim i Audhui   | 1953-2012            |
| V                    | Blanca Muntadas-Prim i Desvalls | 2012-actual titular  |

## Història dels ducs de Castillejos
- Juan Prim y Agüero (..-1930), I duc de Castillejos, II i últim marquès dels Castillejos (per elevació a Ducat), II comte de Reus, II vescomte de Bruch, Gentilhome Gran d'Espanya amb exercici i servitud del rei Alfons XIII. El títol de duc de Castillejos es va concedir al seu pare, "a títol pòstum", per la qual cosa en haver-se concedit "postmortem", se'l considera a ell com a primer duc. Solter. Sense descendents. Li va succeir el seu renebot (net de la seva germana Isabel Prim i Agüero, II duquessa de Prim:

- Carles Muntadas i Salvadó Prim, II duc de castillejos. Sense descendents. Li va succeir el seu germà:

- Lluís Muntadas i Salvadó Prim, III duc de Castillejos, III duc de Prim.

- Lluís Muntadas i Salvadó Prim, III duc de los Castillejos, III duc de Prim.

1. Va casar amb Simone Audhui Giullin. Li va succeir el seu fill:

- Carlos Muntadas-Prim i Audhui, IV duc dels Castillejos

1. Va casar amb María Magdalena Desvalls i Madrazo. Li va succeir la seva filla per mort del IV duc:

- Blanca Muntadas-Prim i Desvalls, V duquessa dels Castillejos